# D-Brücke

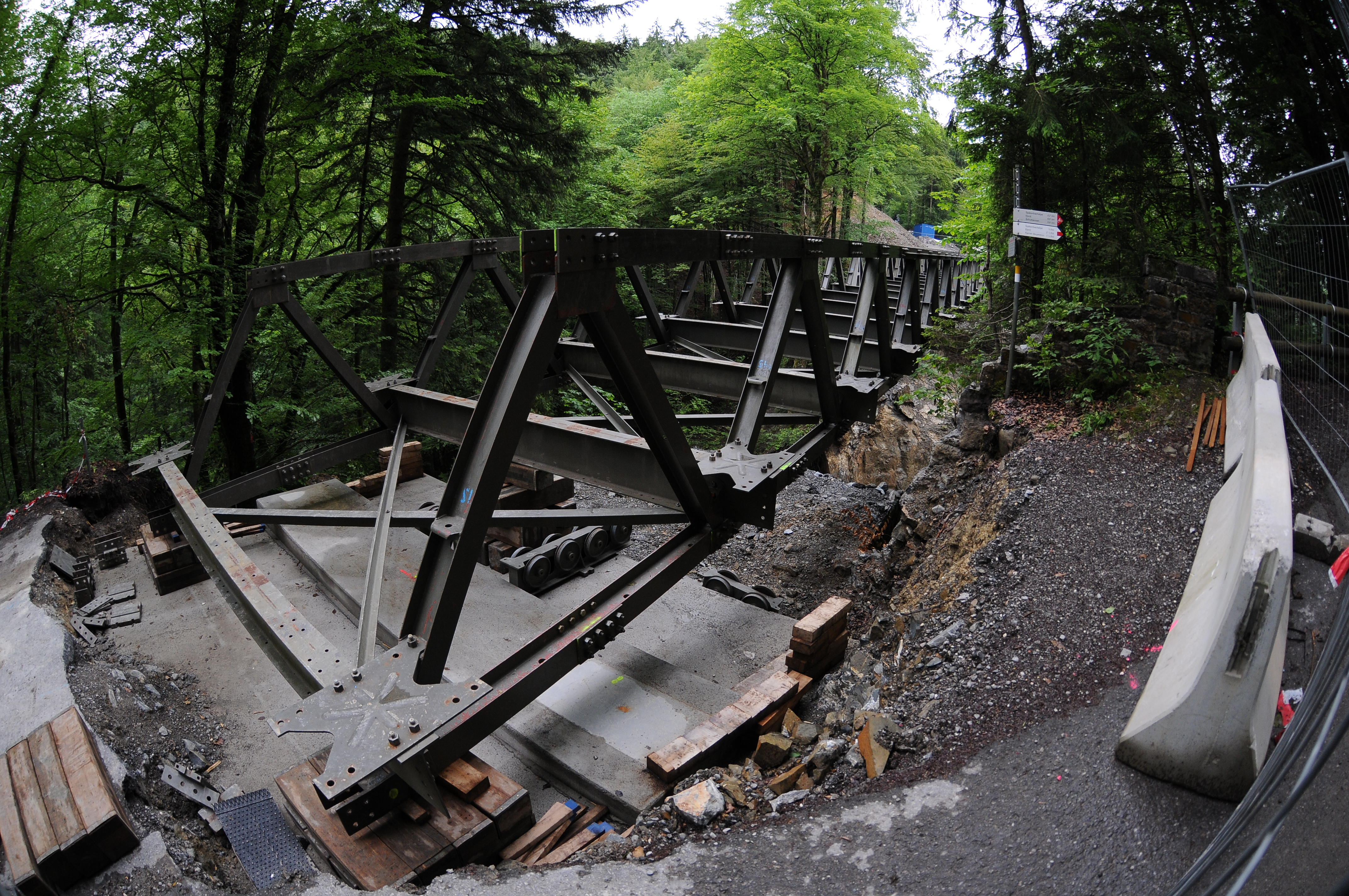
Im Bau befindliche Brücke über der Rappenlochschlucht

Die Krupp-D-Brücke ist eine transportable, aus vormontierten Einzelbaukomponenten zusammensetzbare Not- oder Behelfsbrücke, die aber auch für den Dauerbetrieb geeignet ist. Sie wurde 1959/60 von den Unternehmen Krupp und MAN gemeinsam entwickelt. Auf Grund von wandelnden Einsatzbereichen wurden die zuerst verwendeten Holzfahrbahnen und stählernen Normalfahrbahnen durch verschiedene Flachfahrbahnen ergänzt. Insgesamt 6 Fahrbahnarten sind für eine Brückenklasse 30 nach DIN 1072 zugelassen. Eine Weiterentwicklung ermöglichte durch Änderung der Fahrbahn eine Brückenklasse 60/30. Weitere Entwicklungen berücksichtigen noch Fußgängerwege an den Außenseiten der Brücke.

## Zulassung und Einsatzgebiet

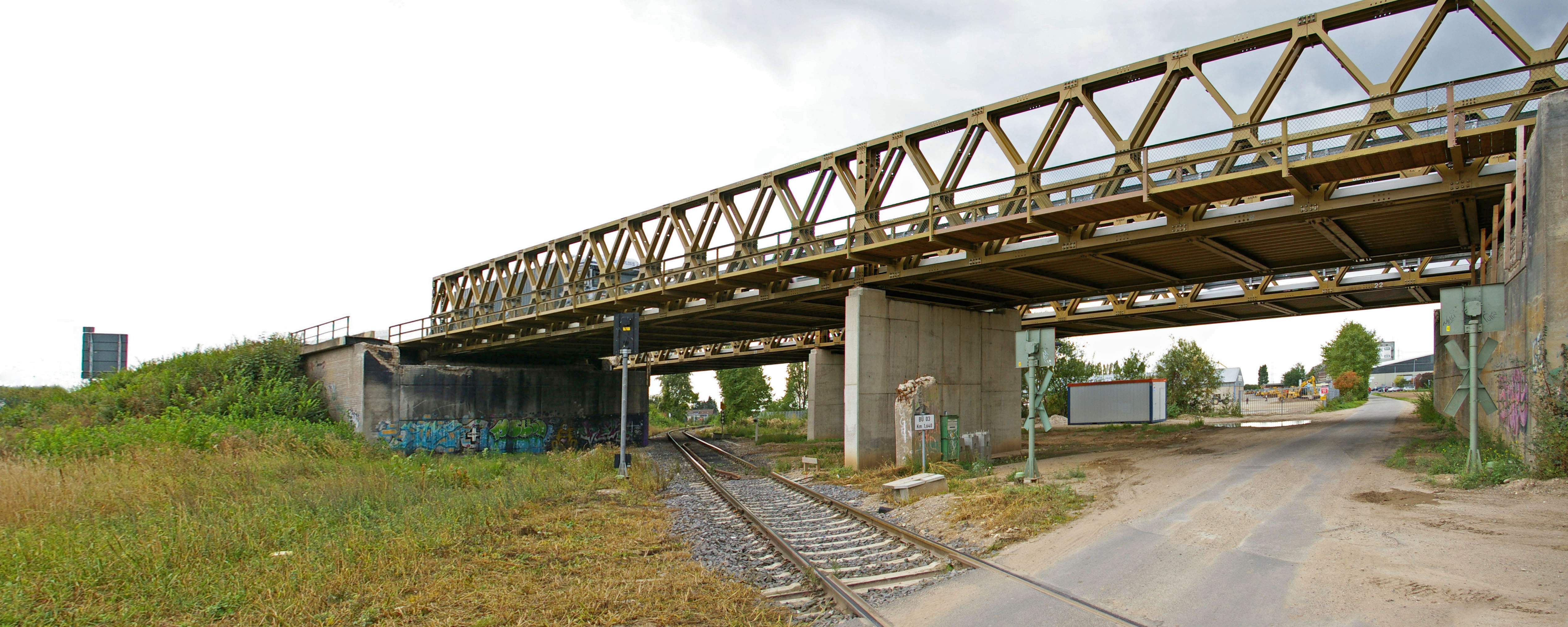
D-Brücke als Notbrücke für die A 57

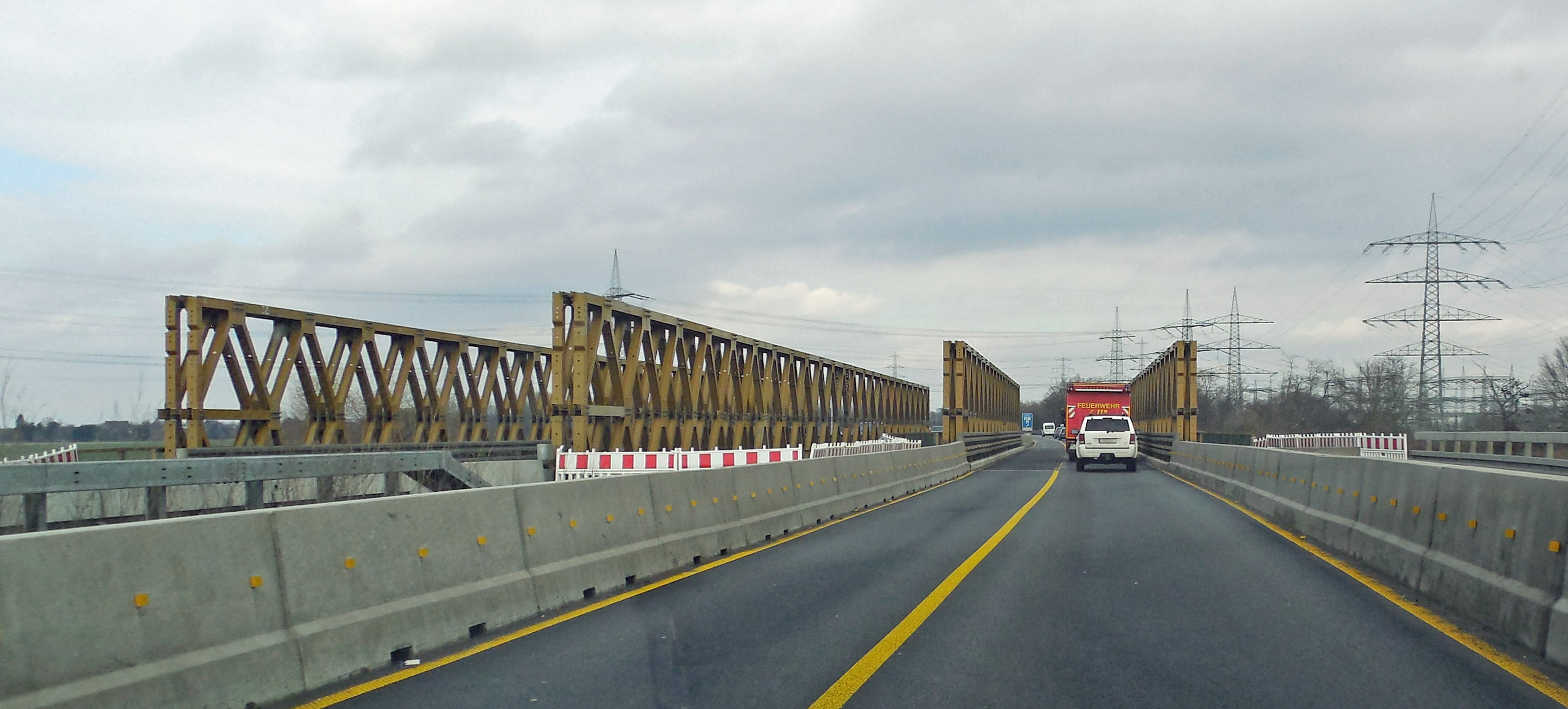
Behelfsbrücke (D-Brücke) an der A 57 bei Nievenheim aus Fahrersicht

Diese Brückenart ist nach deutschen Vorschriften für stählerne Brücken berechnet und konstruiert worden und kann somit ohne jede Einschränkung als permanente Brücke eingesetzt werden.
Die D-Brücke wird meistens als Trogbrücke gebaut. Sie besteht als Baukasten aus Einzelteilen, die entsprechend der Anforderung zusammengebaut werden.
Diese Brückenkonstruktion ist aus folgenden Hauptteilen zusammengesetzt:
- Hauptträger-Dreieck (Seitenfelder): Diese Bauteile bilden als Seitenfachwerk die Hauptträger der Brücke, die die gesamte Last aufnehmen und auf die Brückenlager weiterleiten.
- Querträger (verbinden die Seitenfelder): Diese Querträger sind die Verbindungsträger zwischen den Brückenfeldern und leiten die Brückenbelastung in die Seitenfelder
- Normalfahrbahn (auf den Querträgern): Diese Teile sind bereits die Fahrbahn mit Belag.

Die Bundesrepublik Deutschland hält in ihren Brückenlagern 8200 Tonnen Elemente für D-Brücken vor, was einer Gesamtlänge von rund 2670 Metern entspricht.
Die Fachgruppe Brückenbau des THW hat neben der Bailey-Brücke auch die D-Brücke im Einsatz.
Eine durch einen Brand zerstörte Autobahnbrücke der A 57 bei Dormagen wurde 2012 durch eine provisorische D-Brücke aus bundeseigenem Bestand ersetzt.
Nach dem Hochwasser der Ahr im Juli 2021 wurde im selben Jahr in Bad Neuenahr die Behelfsbrücke Landgrafenstraße dieses Typs über die Ahr errichtet. Die zweispurig ausgeführte Brücke ist mit knapp 52 Metern Länge das bisher längste durch das THW aufgebaute Brückenbauwerk. Sie wurde in 7 Tagen mit 80 Arbeitskräften errichtet.

## Bauweisen
Folgende Grenzspannweiten und Tragfähigkeit können mit der Normalfahrbahn gebaut werden:
| [ 1 ] [ 2 ] [ 3 ] | Spurweite | Spannweite       | Tragfähigkeit |
| ----------------- | --------- | ---------------- | ------------- |
| Einspurig         | 3,5 Meter | max. 67,1 Meter  | 30 Tonnen     |
| Zweispurig        | 6,0 Meter | max. 51,85 Meter | 45 Tonnen     |
| Zweispurig        | 6,0 Meter | max. 45,75 Meter | 60 Tonnen     |

Bei Einsatz der Flachfahrbahn reduziert sich die Spannweite um etwa 30 Prozent, wobei sich die Tragfähigkeit auf 60 Tonnen erhöht.

## Montage
Die Brücke wird auf einer Rollenbahn vor dem zu überbrückenden Graben erstellt und wie beim Taktschiebeverfahren mittels eines zusätzlichen Vorbauschnabels über den Graben geschoben.
Der Vorbauschnabel dient nur als Montagehilfe und ist in einer Leichtbauweise erstellt. Durch geeignete Bauweise dieses Vorbauschnabels wird auch der Durchhang bei der Montage ausgeglichen, damit die Brücke auf dem gegenüberliegenden Kipprollenlager einwandfrei aufläuft.
Er wird, nachdem die Brücke vorgeschoben ist, wieder demontiert. Der Rückbau einer solchen Brücke erfolgt in umgekehrter Weise. Die Brücke kann auf Grund der Einzelgewichte nur mit mechanischen Hebezeugen (Kran) oder durch Gruppen mit größerer Anzahl von Personen gebaut werden (Kompaniegröße). Alle Verbindungen werden mittels „Pass-Schrauben“ hergestellt.

## Bauzeiten
Diese richten sich nach den Gegebenheiten vor Ort und den zur Verfügung stehenden Einsatzkräften. Bei normalen Verhältnissen kann man bei einer Brücke von ca. neun Meter und einer Bauweise einstöckig-zweiwandig und ca. zehn Mann mit einer Bauzeit von sechs Stunden rechnen. Diese Zeiten beinhalten keinen Vorschub, Aufbau der Rollenbahn usw.